# Pogonarthron
Pogonarthron is een kevergeslacht uit de familie van de boktorren (Cerambycidae). De wetenschappelijke naam van het geslacht werd voor het eerst geldig gepubliceerd in 1900 door Semenov.

## Soorten
Pogonarthron omvat de volgende soorten:
- Pogonarthron bedeli (Semenov, 1900)
- Pogonarthron minutum (Pic, 1905)
- Pogonarthron petrovi Danilevsky, 2004
- Pogonarthron semenovianum (Plavilstshikov, 1936)
- Pogonarthron semenowi (Lameere, 1912)
- Pogonarthron tschitscherini (Semenov, 1890)